# Tobruk (vestingwerk)
Een Tobruk (soms ook geschreven als Tobroek) is een soort bunker. De naam is afgeleid van de plaats Tobroek in Libië, waar deze bouwwerken in 1941 voor het eerst werden gebouwd door het Italiaanse leger.
Later werd het model, een gewapende betonnen gevechtsruimte met een 8-hoekig of rond gat aan de bovenzijde, overgenomen door de Duitsers en zo vanaf 1942 in Europa geïntroduceerd. De geallieerden gaven het betonnen bouwwerk de naam tobruk, maar bij de Duitsers stond deze bekend als Bauform. Het standaardmodel was de Vf58 en deze kwam in verschillende versies met een machinegeweer, mortier of met een kleine tankkoepel erop gemonteerd.
De bunker was zo'n 3,7 meter lang, 2,4 meter breed en 2,75 meter diep. De bunker werd meestal door twee personen bemand, en deed meestal dienst als observatiepost of mitrailleurnest met een mortierstandaard. Voor het mortier was het gat aan de bovenzijde groter en er was ook een extra ruimte voor de opslag van de projectielen. Het bouwwerk kwam voor als losstaande constructie, maar ook als onderdeel van een grotere bunker.

## Galerij

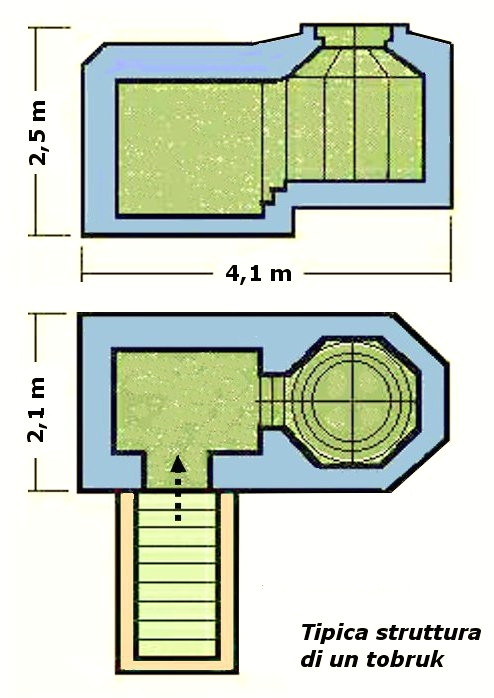
Formaten tobruk
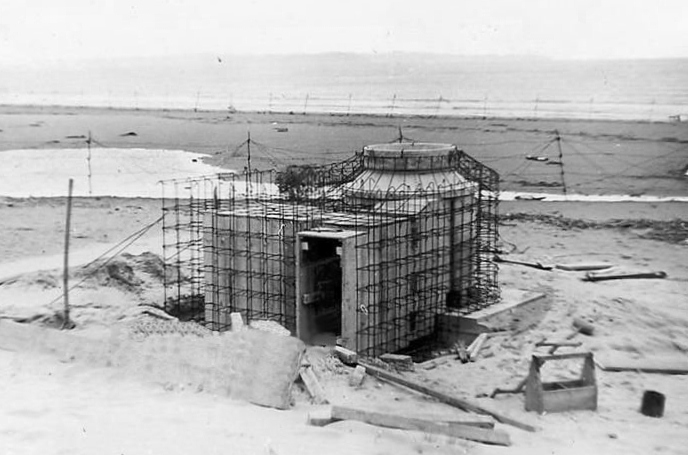
Tobruk in aanbouw
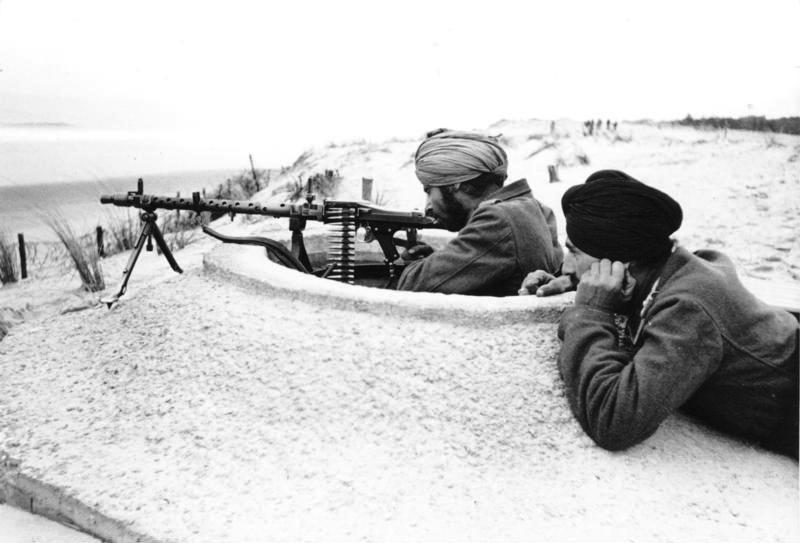
Gevechtsklaar
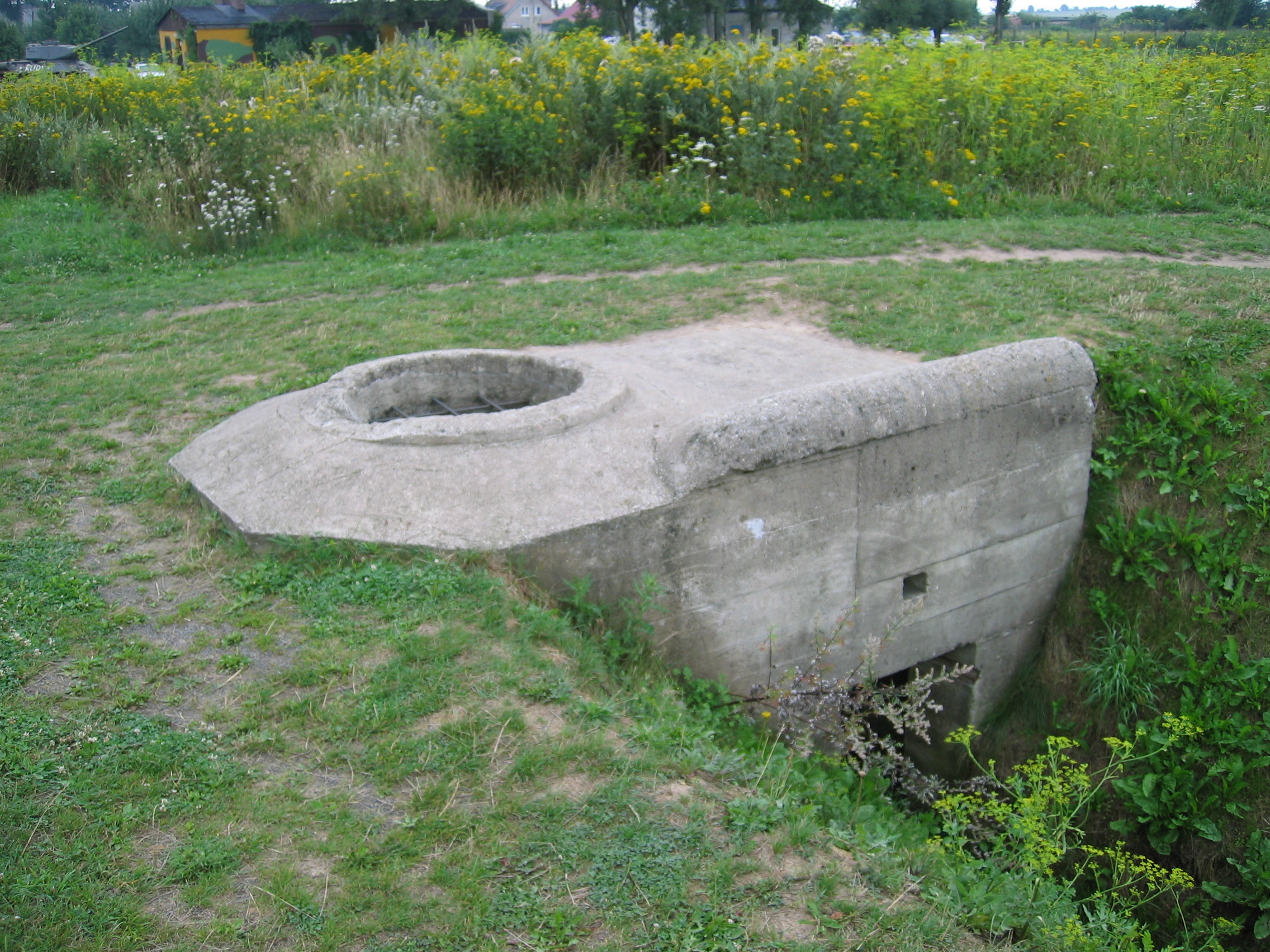
Ingegraven tobruk
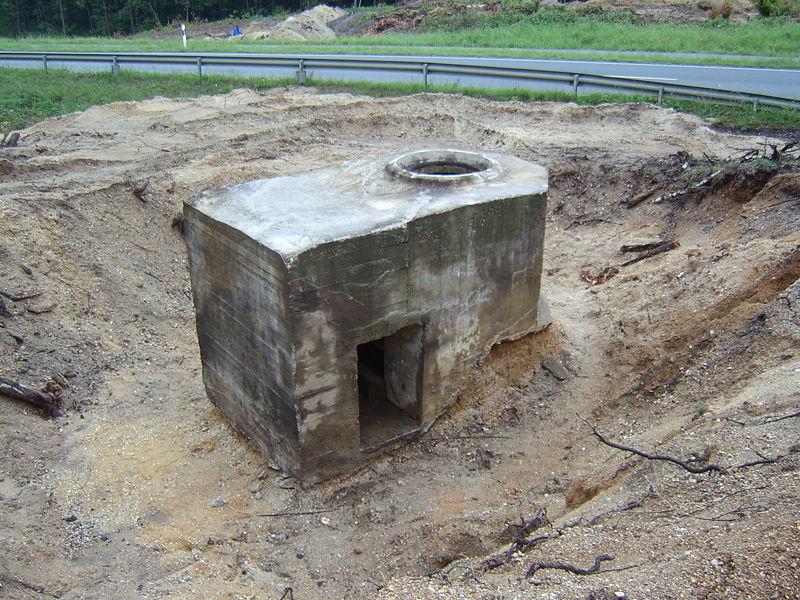
Uitgegraven
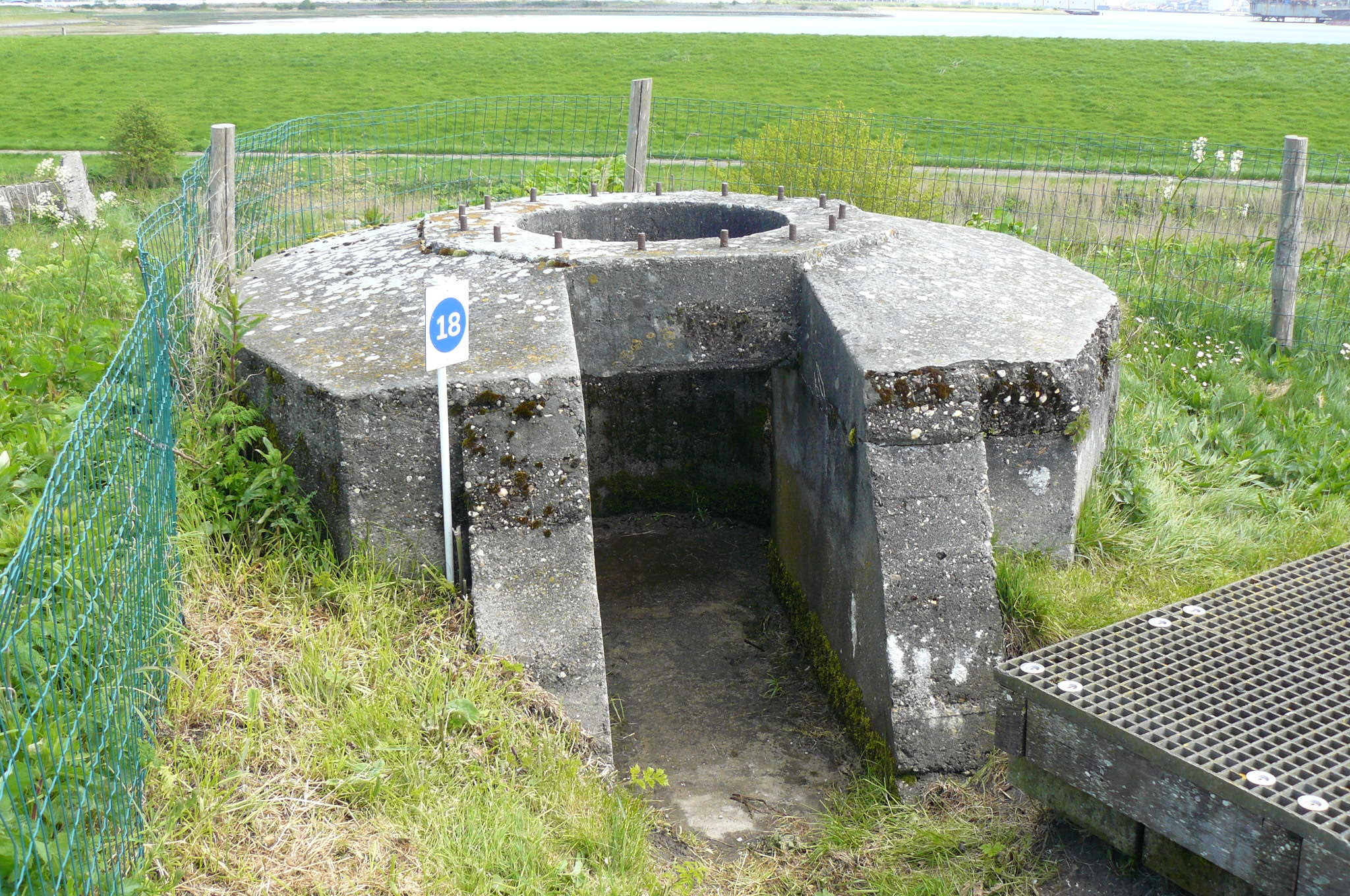
Tobruk uit 1942, type Regelbau 201, op Fort Rammekens

acces · affuit · approche · arsenaal · banket · barbacane · barbette · bastion · bastei · batterij · bedekte weg · beer · berm · blokhuis · bolwerk · borstwering · bres · buitenwerk · bunker · bonnet-traverse · caponnière · circumvallatielinie · citadel · contravallatielinie · contre-approche · contrefossé · contregarde · coupure· contrescarpe · courtine · couvre-face · cunette · damsluis · Dienst der Fortificatiën · demi-lune · dwingel · enveloppe · erkertoren · escarpe · face · faussebraye · flank · flèche · fort · fossé · glacis · gracht · halve maan · hamei · hoornwerk · inundatie ·  inundatiekanaal · inundatiesluis · Italiaans vestingstelsel · kat · kazemat · keel · kroonwerk · kruithuis · landpoort · linie · lunet · mezekouw · Nieuw Nederlands Vestingstelsel · onderwal · ontmanteling · opril · Oud-Nederlands vestingstelsel · palissade · papenmuts · plongee · polygonaal stelsel · poortgebouw · poterne · pulvertoren · ravelijn · redan · redoute · reduit · retranchement · rondeel · saillant · sas · schans · schietgat · schilderhuis · schootsveld · singel · sortie · stadsmuur · stadspoort · tamboer · terreplein · tenaille · tobruk · torenfort · traverse · valhek · verdedigingswerk · vesting · vestingstad · voorwerk · wal · walstraat · waltoren · wapenplaats · waterlinie · waterpoort · weermuur · wolfskuil · zwaluwstaart